# Bataille de Buena Vista
Pour les articles homonymes, voir Buena Vista.
Guerre américano-mexicaine
Batailles
Opérations le long du Río Grande
- Fort Texas
- Palo Alto
- Resaca de la Palma

La révolte de Taos
- Cañada
- Mora
- Embudo Pass
- Pueblo de Taos

Campagne de Californie
- Santa Fe
- San Pasqual
- Rio San Gabriel
- La Mesa

Campagne du Nord de Taylor
- Monterrey
- Buena Vista

Campagne de Scott
- Veracruz
- Cerro Gordo
- Contreras
- Churubusco
- Molino del Rey
- Chapultepec
- Mexico

Siège de Puebla
- Siège de Puebla
- Bataille de Huamantla

Campagne de la côte Pacifique
- Guaymas
- Mulege
- Punta Sombrero
- Mazatlán
- La Paz
- Palos Prietos et Urias
- San José del Cabo
- Siège de La Paz
- Affaire à Guaymas
- San Blas
- Manzanillo
- San José del Cabo
- Cochorio
- Bocachicacampo
- Todos Santos

La bataille de Buena Vista se déroule du 22 au 23 février 1847 durant la guerre américano-mexicaine. Elle oppose le général Antonio López de Santa Anna, commandant l'armée mexicaine du Nord, aux forces d'occupation commandées par les généraux Zachary Taylor et John Ellis Wool. Elle a lieu à Buena Vista, 12 km au sud de Saltillo, au nord du Mexique. L'infériorité numérique des troupes d'invasion américaines fut compensée par la performance de leur artillerie qui repoussa les assauts mexicains sur leurs positions.

## Contexte
Après la bataille de Monterrey (21-23 septembre 1846) la presque totalité des troupes du général Zachary Taylor est envoyée sur la côte du golfe du Mexique ; elle est appelée à devenir le gros des troupes de l'expédition du général Winfield Scott contre Mexico. Taylor sent bien que son futur rival politique, le président James K. Polk tente de le priver de tout nouveau succès militaire qui pourrait lui faciliter sa prochaine campagne pour l'élection présidentielle. Taylor décide d'ignorer les ordres de rester à Monterrey et marche vers l'intérieur du Mexique pour se saisir de Saltillo. Taylor ordonne également la division du centre commandée par John E. Wool, qui devait se rendre à Chihuahua, de se joindre à son assaut sur Saltillo. Avec la division de Wool, les forces américaines comptent 4 500 hommes, pour la plupart des unités de volontaires qui n'ont jamais combattu.
Pendant l'été 1846, Antonio López de Santa Anna rentre d'exil et se saisit du pouvoir. Lors de la chute de Monterrey, Santa Anna lève une armée de 25 000 hommes à Mexico. C'est alors qu'une lettre du général Scott au général Taylor parlant du transfert du gros des troupes de l'armée de Taylor vers le golfe du Mexique, tombe entre les mains des Mexicains. Santa Anna marche alors rapidement vers le nord pour tenter de chasser Taylor du Mexique pendant le déplacement des forces américaines.

## La bataille
Taylor apprend que Santa Anna marche vers le nord, aussi se déplace-t-il d'une douzaine de kilomètres au sud de Saltillo à Agua Nueva. Il envoie le major Ben McCulloch des Texas Rangers en éclaireur pour surveiller l'avance de l'armée mexicaine. McCulloch trouve Santa Anna à une centaine de kilomètres plus au sud et fait son rapport à Taylor le 21 février. Taylor se déplace alors vers le col de Buena Vista à mi-distance d'Agua Nueva et Saltillo. Le général Wool est chargé d'organiser les défenses. Plus tard, cette même journée Santa Anna arrive à Agua Nueva avec 20 000 hommes, ses forces se sont sensiblement réduites, à cause des désertions et de la fatigue due à la marche forcée depuis Mexico. Santa Anna envisage le mouvement des troupes américaines vers Buena Vista comme une retraite et leur offre de se rendre. L'aide de camp de Taylor, William Bliss répond éloquemment que les forces américaines déclinent cette offre. Taylor, inquiet quant à la sécurité de son approvisionnement se rend à Saltillo durant la nuit pour s'assurer de la protection de ses arrières.

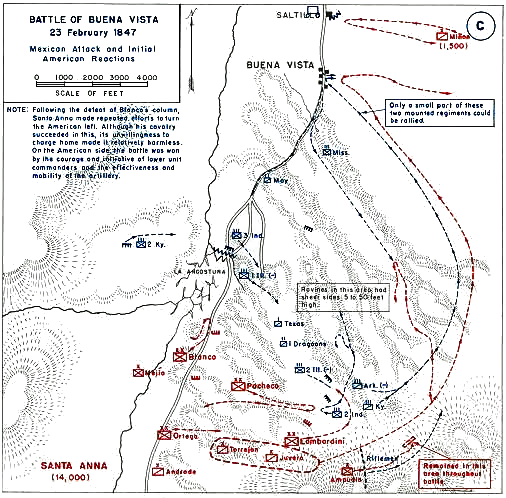
Plan de la bataille de Buena Vista.

Au matin du 23 février, le général Pedro de Ampudia attaque le flanc gauche des troupes américaines tenu par le 2e Indiana de l'Indiana Brigade de Joseph Lane. Les volontaires sont appuyés par une batterie d'artillerie mais ils doivent néanmoins reculer ainsi que la seconde ligne de volontaires de l'Illinois. Wool envoie un messager au général Lane, lui demandant de tenir la ligne à tout prix. Les volontaires de l'Illinois sont en train de reculer sous la pression de l'assaut mexicain. À ce moment crucial le général Taylor rejoint le champ de bataille et le fait savoir à ses hommes ; il est escorté par les Mississippi Rifles commandés par le colonel Jefferson Davis. Les Mississippiens frappent le flanc de la colonne d'Ampudia, c'est alors que Davis est blessé au pied. Pendant ce temps Wool rejoint les régiments en difficulté, utilisant les murs de l'hacienda de Buena Vista comme position défensive soutenu par une batterie commandée par Thomas W. Sherman (en) et deux régiments de dragons. Le 3e Indiana est envoyé pour soutenir Davis et les deux régiments se positionnent en un V inversé. Les Mexicains attaquent cette nouvelle ligne. Les Américains retiennent leur feu si longtemps que les assaillants en sont déconcertés et marquent une brève pause, c'est alors que s'abat sur eux un déluge de feu. Environ 2 000 Mexicains sont alors cloués au sol. Un jeune lieutenant mexicain tente alors une ruse, demandant un cessez-le-feu en prétendant que Santa Anna désire s'entretenir avec le commandant américain, Taylor et Wool voient clair dans son jeu, mais cela laisse le temps aux Mexicains pris au piège de s'échapper.

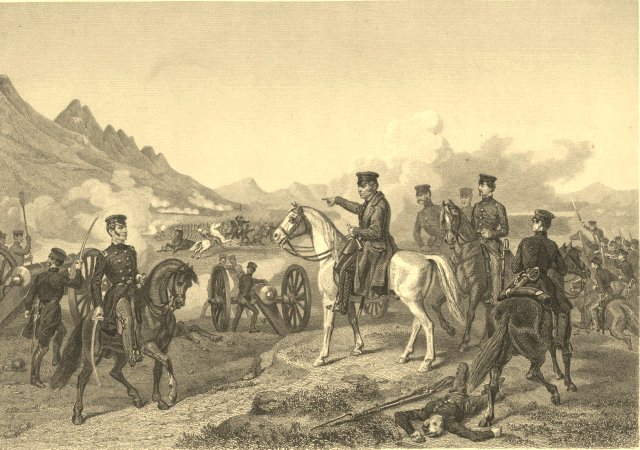
Zachary Taylor : double-shot your guns and give them hell, Bragg.

Santa Anna prépare une nouvelle attaque sur le cœur du dispositif américain, menée par le général Francisco Pérez Sánchez avec un soutien d'artillerie. Taylor galope vers une batterie d'artillerie commandée par Braxton Bragg après une brève conversation, le capitaine Bragg lui répond qu'il tire avec une charge simple, Taylor lui ordonne « double charge pour vos canons et envoyez-les en enfer, Bragg. » Plus tard, cet ordre mal transcrit en un « donnez-leur un peu plus de raisin capitaine Bragg » sera utilisé comme slogan de campagne lorsque Taylor se présentera à la Maison-Blanche. L'attaque de Pérez est repoussée alors qu'une forte pluie commence à tomber sur le champ de bataille. Pendant la nuit, Santa Anna fait retraite vers Agua Nueva.
En 1859, le comté de Buena Vista dans l'Iowa, sera ainsi nommé en l'honneur de cette bataille.

## Conséquences
La bataille de Buena Vista fut la bataille majeure au nord du Mexique. Il s'agit de la plus grande mais aussi de la dernière victoire de Taylor lors de cette guerre, il retourne ensuite aux États-Unis pour y poursuivre une carrière politique. Son succès de Buena Vista et son ordre légendaire au capitaine Bragg, lui permettront de gagner l'élection présidentielle de 1848. Santa Anna, ayant subi de lourdes pertes fait retraite vers le sud. Il sera ensuite contraint de défendre Mexico contre l'armée commandée par Winfield Scott.

## Sources
- (en) David Nevin, The Mexican War, Alexandria, Time-Life Books, 1979 (1re éd. 1978), 240 p. (ISBN 978-0-8094-2302-6, OCLC 9098436).
- (en) K. Jack Bauer, The Mexican War, 1846-1848, New York, Macmillan, coll. « Wars of the United States », 1974, 454 p. (ISBN 978-0-025-07890-1).
- (en) « US Military Accademy West Point »
- (en) « Americas Library »
- (en) « American casualties list »